# 格拉德維尤 (佛羅里達州)
格拉德維尤（英語：Gladeview）是位於美國佛羅里達州邁阿密-戴德縣的一個人口普查指定地區。

## 地理
格拉德維尤的座標為25°50′24″N 80°14′08″W / 25.84000°N 80.23556°W，而該地最高點為海拔高度3米（即10英尺）。

## 人口
根據2010年美國人口普查的數據，格拉德維尤的面積為6.60平方千米，當中陸地面積為6.60平方千米，而水域面積為0.00平方千米。當地共有人口14468人，而人口密度為每平方千米2,192人。